# Fin de partie (film)
Pour plus de détails, voir Fiche technique et Distribution.
Fin de partie (מיתה טובה, Mita Tova) est un film germano-israélien sorti en 2014.

## Fiche technique
- Titre original : מיתה טובה, Mita Tova
- Titre français : Fin de partie
- Titre international : The Farewell Party
- Réalisation : Sharon Maymon et Tal Granit
- Producteur :
- Producteur exécutif :
- Musique :
- Société de production :
- Société de distribution :
- Langue : Hébreu
- Dates de sortie : 
  - Israël : 9 octobre 2014
  - France : 3 juin 2015

## Distribution
- Ze'ev Revach : Yehezkel
- Levana Finkelstein (en) : Levana
- Aliza Rosen (he) : Yana
- Ilan Dar (he) : Dr Daniel
- Raffi Tavor (he) : Rafael Tabor
- Hanna Rieber (he) : Rohama

## Récompense
- Festival international du film de Valladolid 2014 : Espiga de Oro